# Daudkandi
Daudkandi (en bengali : দাউদকান্দি) est une upazila du Bangladesh dans le district de Comilla. En 1991, on y dénombrait 458 503 habitants.